# Saussure (kráter)
Saussure je měsíční impaktní kráter o průměru 54 km a hloubce 1800 m. Nachází se v krátery prošpikovaném terénu na jižní polokouli přivrácené strany Měsíce. Jen na severu je spojený s větším kráterem Orontius. Asi polovinu průměru kráteru na západ je o něco větší kráter Pictet. Na východě je v zakřivený hřeben, možná zbytky kráteru, kterým byl Saussurem obklopen.
Vnější okraj Saussure je zerodovaný, ale relativně neporušený. Pouze jižní okraj je narušen. Malý kráter leží přes severovýchodní okraj a pár kráterů podél západního okraje. Vnitřní stěny jsou relativně nevýrazné a svažují se mírně ke dnu kráteru. Dno je narušeno pouze několika drobnými krátery.
Pojmenován byl podle ženevského geologa z 18. století Horace-Bénédicta de Saussura. Byl profesorem a později kolegou a přítelem Marca-Auguste Picteta.